# The Candy Kid
The Candy Kid è un film del 1917 diretto da Arvid E. Gillstrom con Oliver Hardy.